# Rossa (Itálie)
Rossa je italská obec v provincii Vercelli v oblasti Piemont.
K 31. prosinci 2020 zde žilo 184 obyvatel.

## Sousední obce
- Alto Sermenza, Balmuccia, Boccioleto, Cervatto, Cravagliana, Fobello